# Pierre-Jacques Vieillard
Pierre-Jacques Vieillard est un homme politique français né en 1756 à Saint-Lô (Manche) et décédé le 13 janvier 1815 au même lieu.

## Sa famille
Il est le fils de Jacques Michel Vieillard, procureur au bailliage de Saint-Lô (1768-1786), échevin de Saint-Lô (1786), et de Jeanne Marie Charlotte Vallière. 
Il épouse Adrienne Anne Charlotte Le Tellier. De leur union naissent au moins quatre garçons: 
- Georges Edouard Vieillard (1786 Saint-Lô -1822) qui finit sa carrière militaire comme lieutenant d'infanterie et est fait chevalier de la Légion d'honneur en 1809.  
- Narcisse Vieillard (1791 Paris- 1857 id) député de la Manche à deux reprises et sénateur 
- Alexandre du Mourier (sic) Vieillard (1792 Saint-Lô -?) 
- Paul Vieillard 
En 1786-1789, il est avocat au bailliage de Saint-Lô. En octobre 1792, il est « receveur du district de Saint-Lô »  . 

## Une courte carrière politique
Il est élu député du tiers-état du bailliage de Coutances aux états généraux de 1789. Il prête le serment du jeu de paume et devient secrétaire de l'Assemblée le 11 septembre 1790.
Il quitte ensuite la vie politique.